# MSTelcom
MSTelcom és una empresa subsidiària del grup Sonangol, l'empresa estatal de petroli d'Angola. MSTelcom ofereix una àmplia gamma de telecomunicacions per a la indústria petroliera, així com per a clients residencials i corporatius. El seu nom prové de "Mercury Telecommunication Services SARL". El seu principal competidor és Angola Telecom.

## Operacions
- TCC El centre de la companyia és el TCC, o el Centre de telecomunicacions, ubicat a Luanda, la capital d'Angola.[2]
- Telefonia MSTelcom proporciona una xarxa de línia fixa a tot el país amb accés internacional, cobertura local sense fils DECT i servei de satèl·lit VSAT per a clients corporatius.
- Dades L'empresa ofereix serveis corporatius transmissió de dades.
- Internet MSTelcom és usuari final proveïdor d'Internet amb clients corporatius i residencials.
- Xarxa microones La companyia proporciona mitjanes i altes xarxes corporatives d'ample de banda microones.
- Ràdio MSTelcom proporciona un sistema de comunicacions per ràdio de veu i dades nacional i internacional, una xarxa marítima VHF, una xarxa VHF aeronàutica, un repetidor de ràdio d'UHF i un sistema de ràdio trunking.